# Druelle Balsac
Druelle Balsac is een gemeente in het Franse departement Aveyron (regio Occitanie). De plaats maakt deel uit van het arrondissement Rodez. Druelle Balsac is op 1 januari 2017 ontstaan door de fusie van de gemeenten Balsac en Druelle. De gemeente telde 3.179 inwoners op 1 januari 2022.

## Geografie
De oppervlakte van Druelle Balsac bedroeg op 1 januari 2022 51,25 vierkante kilometer; de bevolkingsdichtheid was toen 62 inwoners per km².
De onderstaande kaart toont de ligging van Druelle Balsac met de belangrijkste infrastructuur en aangrenzende gemeenten.

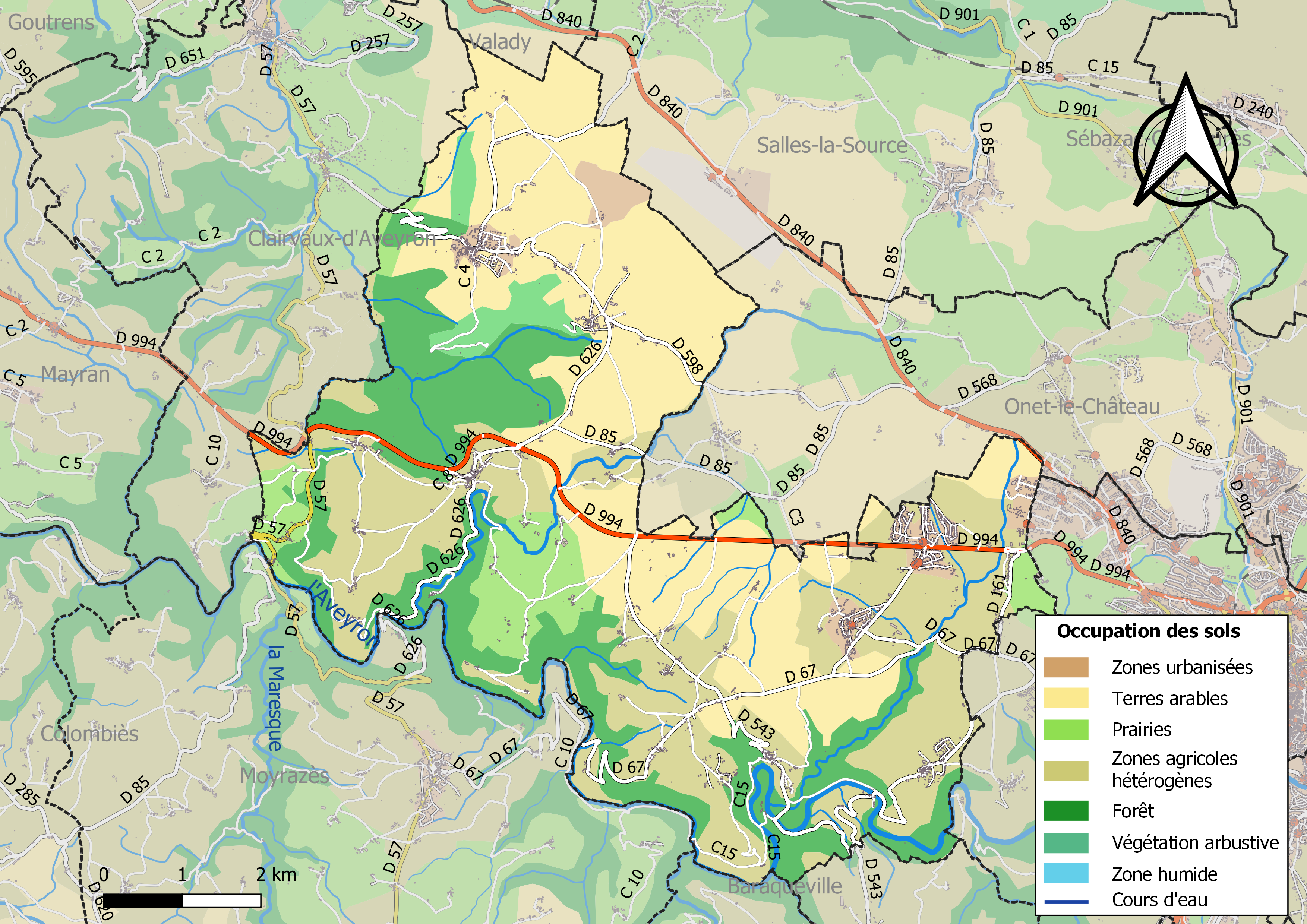